# ToY
ToY é um filme estadunidense lançado em 2015 que conta a história de chloe, uma jovem artista de Los Angeles. Ela contrata prostitutas para posar nuas e falar sobre suas vidas enquanto filma seu novo projeto artístico. Nesse processo ela acaba se apaixonando por uma delas, a quarentona Kat.

## Classificação indicativa
O filme recebeu a classificação indicativa TV-MA pela Orientação Parental de TV nos Estados Unidos, não sendo indicado a menores de 17 anos. Já na Alemanha o filme foi classificado FSK 16 pela Freiwillige Selbstkontrolle der Filmwirtschaft, não sendo indicado para menores de 16 anos.